# Kouros

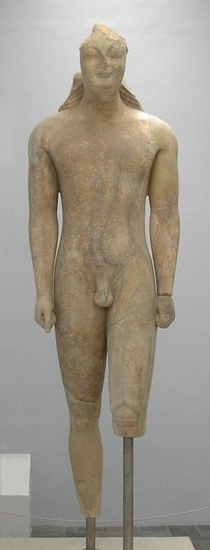
De grote kouros van Samos, de grootst overgebleven kouros in Griekenland (Archeologisch Museum, Samos)

Een kouros (Oudgrieks κοῦρος: jonge man, meervoud kouroi) is een sculptuur van een naakte jonge man, een genre dat typerend was voor de archaïsche periode van de Oud-Griekse beeldhouwkunst (circa 700-500 v.Chr.). De vroegste kouroi werden in hout gemaakt en zijn niet bewaard gebleven, maar rond de 7e eeuw v.Chr. leerden de Grieken hoe ze marmer konden bewerken met ijzeren werktuigen en zo ontstonden er kouroi uit marmer, in het bijzonder op de eilanden Paros en Samos.

## Naamgeving
Het Oudgriekse woord kouros betekende jongeman, en werd gebruikt door Homerus om te verwijzen naar jonge soldaten. Vanaf de 5e eeuw v.Chr. verwees het woord specifiek naar een adolescent, een baardloze jongen, maar geen kind meer. Sinds 1890 gebruiken kunsthistorici en archeologen het woord om te verwijzen naar een specifiek type mannelijke naaktbeelden. Kouroi waren ook algemeen bekend als Apollo's, aangezien gedacht werd dat alle kouroi Apollo afbeeldden.

## Kenmerken

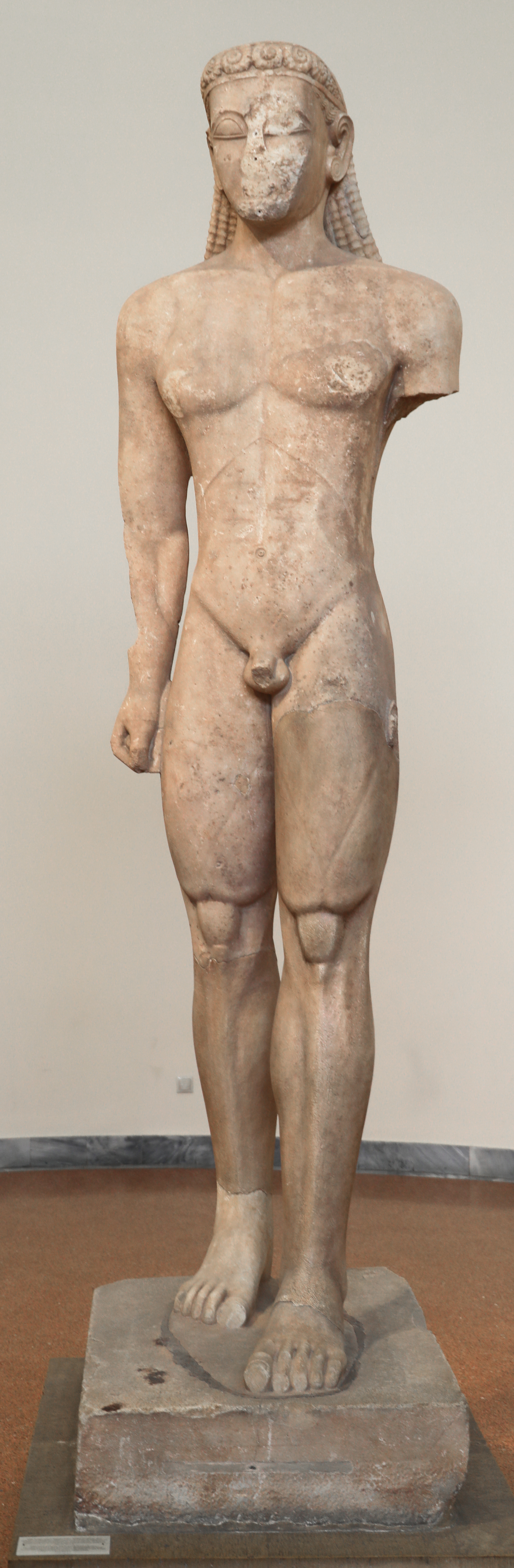
Kouros (ca. 590-580 v.Chr.) (Nationaal Archeologisch Museum, Athene)

Kouroi beelden altijd jongemannen af, van adolescenten tot jonge volwassen. Ze zijn meestal naakt, dragen hoogstens een riem en af en toe laarzen. De Ionische rijp-archaïsche kouroi zijn echter soms gedrapeerd (o.a. in Samos). Hun gezichten en hoofden tonen een culturele invloed vanuit Kreta: ze dragen hun haar lang en gevlochten of met kraaltjes erin naar de Kretenzische mode, en hun ogen hebben soms een herkenbaar Egyptische toets, die overgenomen was door de Kretenzische kunst. Later vertonen kouroi meer naturalistische poses en hun haarstijlen worden meer typeren voor het Griekse vasteland. Op begraafplaatsen tonen ze de overledene als het Griekse ideaal van mannelijkheid.
Kouroi hadden bijna altijd hun armen afhangend naast hun bovenlijf en gebalde vuisten, hoewel enkelen een arm hebben die vanaf de elleboog uitgestoken is, een offer aanbiedend. Ze staan altijd met hun linkerbeen lichtjes vooruit. Dit was een normale houding in de Egyptische beeldhouwkunst. De Kouroi waren niet bedoeld als weergaven van echte personen.

## Geschiedenis
Kouroi ontstonden in de periode dat Griekenland onder de culturele invloed van het Oude Egypte stond, wat afgeleid kan worden uit hun karakteristieke rigide houding, die herinnert aan de beelden van de farao's. De Grieken zouden deze beelden hebben gezien toen ze Egypte bezochten als handelaars of huurlingen van de Egyptenaren. In zeer vroege tijden werden er waarschijnlijk aan de kouroi magische eigenschappen toegeschreven, als waren ze werkelijke voorstellingen van de goden. Rond de 7e eeuw v.Chr., de vroegste periode waarvan er bronnen zijn, dienden de kouroi voor twee zaken: ze stonden in tempels als offers van prominente Grieken, zoals wordt aangetoond door de inscripties die vaak voorkomen op hun voetstuk, en ze werden op begraafplaatsen opgesteld om de graven van prominente burgers te markeren.
In de 6e eeuw v.Chr. werden de kouroi groter, omdat de Grieken rijker werden en ook meer vertrouwd waren met marmerbewerking. Sommige waren drie of zelfs vier keer zo hoog als een levensgrote voorstelling. Enkele van de grootste waren gemaakt voor het grote heiligdom van Hera op Samos, dat rijkelijk begunstigd was door de tiran Polycrates. Een van deze gigantische kouroi – met vijf meter lengte de grootste ooit gevonden – werd opgegraven in 1981 en bevindt zich nu het Archeologisch Museum van Samos, dat herbouwd moest worden om het te kunnen herbergen. Uit een inscriptie op zijn linkerdij blijkt dat het beeld was opgedragen aan Hera door een Ionische edelman genaamd Isches.
De meeste kouroi werden gemaakt in opdracht voor aristocraten als offergaven aan tempels, of voor aristocratische families om op hun graven te plaatsen. Marmeren beeldhouwwerken waren zeer duur en enkel de meest gegoeden konden het zich veroorloven de beeldhouwers te betalen voor deze werken. Daarom zijn de kouroi een veruiterlijking van de rijkdom en macht van de Griekse aristocraten. Toen deze aristocraten hun macht verloren in de 6e eeuw v.Chr., verdween ook de kouros uit de mode zowel politiek als artistiek.
Aan het eind van de 6e eeuw v.Chr. maakten de kouroi plaats voor naturalistische beeldhouwwerken van levende mensen. Onder de vroegste afbeeldingen van echte mensen bevinden zich de standbeelden van Harmodius en Aristogeiton, opgericht te Athene rond 500 v.Chr. Deze figuren tonen nog steeds een deel van de vormelijkheid van de kouros-traditie, maar zijn over het algemeen meer levensecht. Het is betekenisvol dat deze beelden een herinnering waren aan de stichting van de Atheense democratie. Ze verkondigde dus zowel de vervanging van de kouros als die van de aristocratie, die deze eerste vertegenwoordigde.

## Voorbeelden

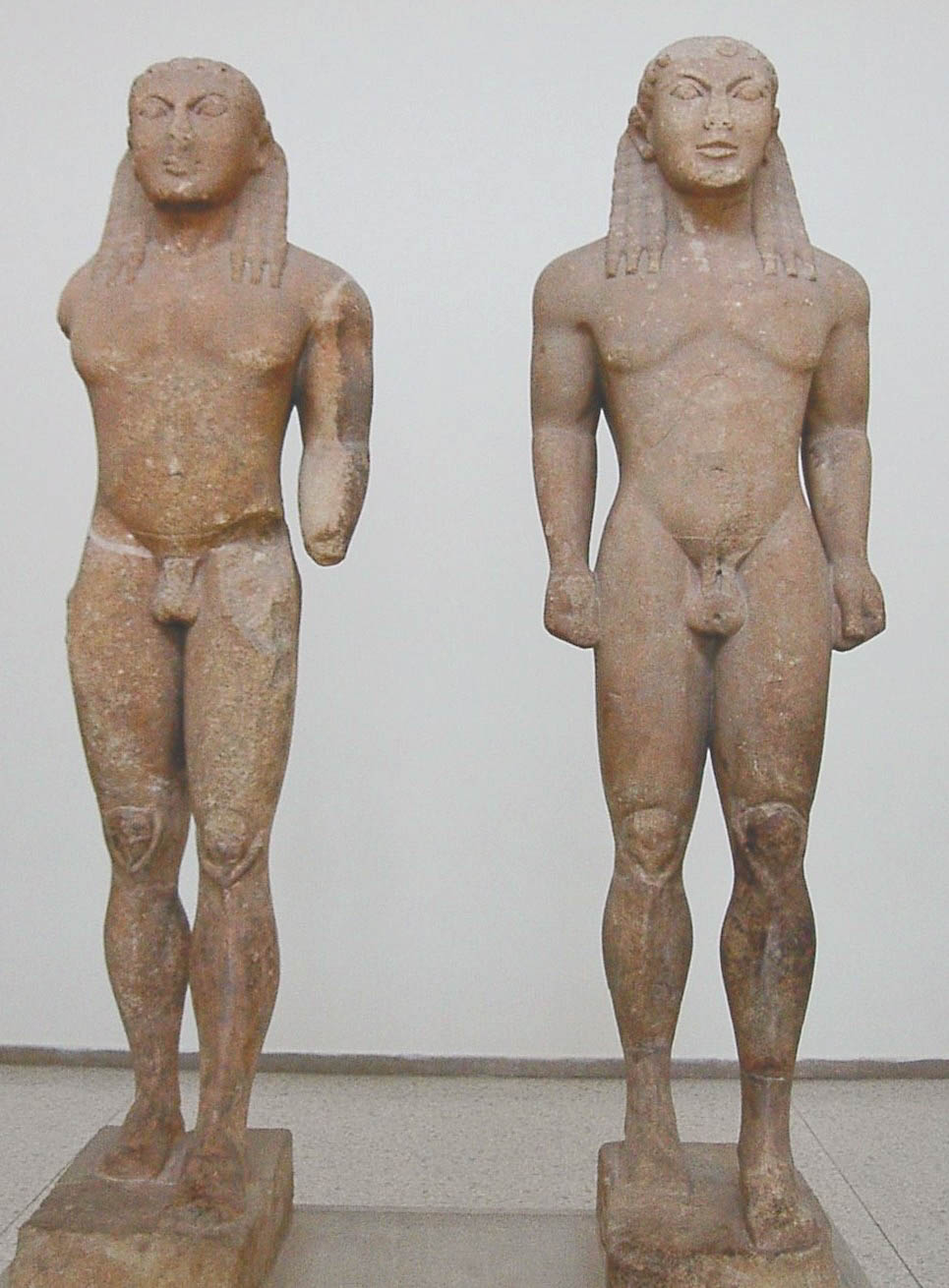
Kleobis en Biton (Archeologisch Museum, Delphi)

Een van de bekendste kouroi is de 6e-eeuwse grafkouros van Kroisos, een Atheens soldaat. De inscriptie op zijn beeld zegt: Stop en toon medelijden bij de aanwijzer van Kroisos, dood, die ooit in de eerste linie tekeergaand door Ares werd verwoest. Het woord aanwijzer (sema) maakt duidelijk dat het een symbolische voorstelling van Kroisos is, geen portret.
Een ander bekend werk is de dubbele kouros, bekend als Kleobis en Biton, gevonden in Delphi. Deze beelden dateren van ca. 580 v.Chr. en zijn voorstellingen van twee semi-mythische helden van Argos in de Peloponnesos. Hoewel een inscriptie hen identificeert als Kleobis en Biton, zijn het typische kouroi, de archaïsche Peloponnesische deugden van respect voor de ouders en fysieke kracht eerder dan echte personen.

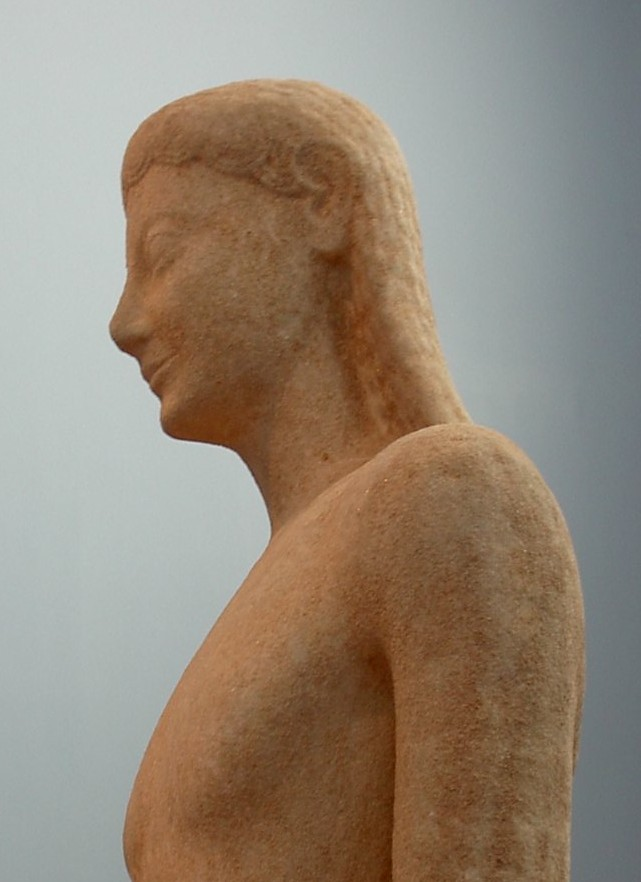
Hoofd van een kouros (Nationaal Archeologisch Museum, Athene)
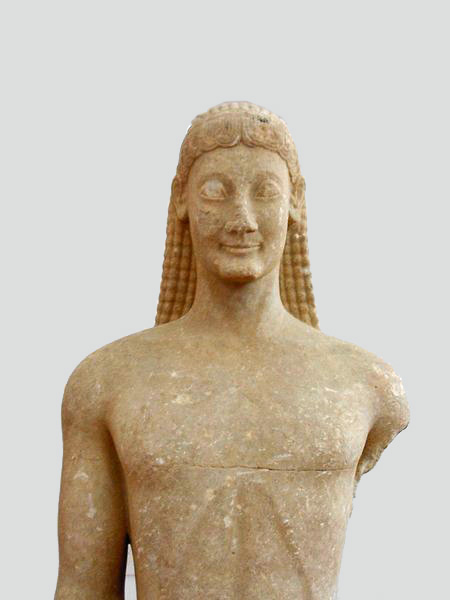
Vooraanzicht van een kouros, die de karakteristieke archaïsche haarstijl toont (Archeologisch Museum, Thebe)

## Gerelateerde onderwerpen
- Beeldhouwkunst
- Oud-Griekse beeldhouwkunst
- Kleobis en Biton
- Korè